# Schwabenland-Canyon
Koordinaten: 66° 35′ S, 18° 0′ O
Der Schwabenland-Canyon ist ein Tiefseegraben in der Riiser-Larsen-See vor der Prinzessin-Astrid-Küste des ostantarktischen Königin-Maud-Lands bzw. vor dem östlichen Ende des Neuschwabenlands.
Namensgeber ist die Schwabenland, Schiff der Deutschen Antarktischen Expedition 1938/39 unter der Leitung des Polarforschers Alfred Ritscher.